# Flötenregenpfeifer
Der Flötenregenpfeifer (Charadrius melodus) auch Gelbfuß-Regenpfeifer ist eine Vogelart aus der Familie der Regenpfeifer (Charadriidae).

## Beschreibung
Der Flötenregenpfeifer ist ein sandfarbener Küstenvogel. Der ausgewachsene Vogel hat gelb-orange Füße, einen schwarzen Streifen am Vorderkopf zwischen den Augen und einen schwarzen Ring um den Hals. Wie bei den meisten Regenpfeifern erfolgt die Nahrungsaufnahme in einem Rhythmus, der aus einem schnellen Laufen, einem abrupten Abstoppen und einem Picken besteht. Wenn er stillsteht, ist es schwer ihn zu erkennen, da sein Gefieder sich farblich kaum von seinem Lebensraum unterscheidet.

## Lebensraum
Der Flötenregenpfeifer lebt an Sand- und Kiesstränden des Atlantik und an den Ufern der Großen Seen im mittleren Westen von Kanada und den Vereinigten Staaten. Von November bis März (Winterzeit) hat der Zugvogel sein Winterquartier am Golf von Mexiko, der Südküste der USA bis zu den Westindischen Inseln.

## Ernährung
Auf dem Speiseplan des Flötenregenpfeifer stehen Würmer, Insekten, Larven und Krebstiere.

## Sonstiges
Der Flötenregenpfeifer ist durch den Verlust seiner Lebensräume und menschlicher Aktivitäten in deren Nähe bedroht. Einige besonders bedrohte Nistplätze an der Ostküste Kanadas sind nun geschützt. Seit 1985 zählt er zur bedrohten Tierarten in Kanada.